# Denis Lavant
Pour les articles homonymes, voir Lavant.

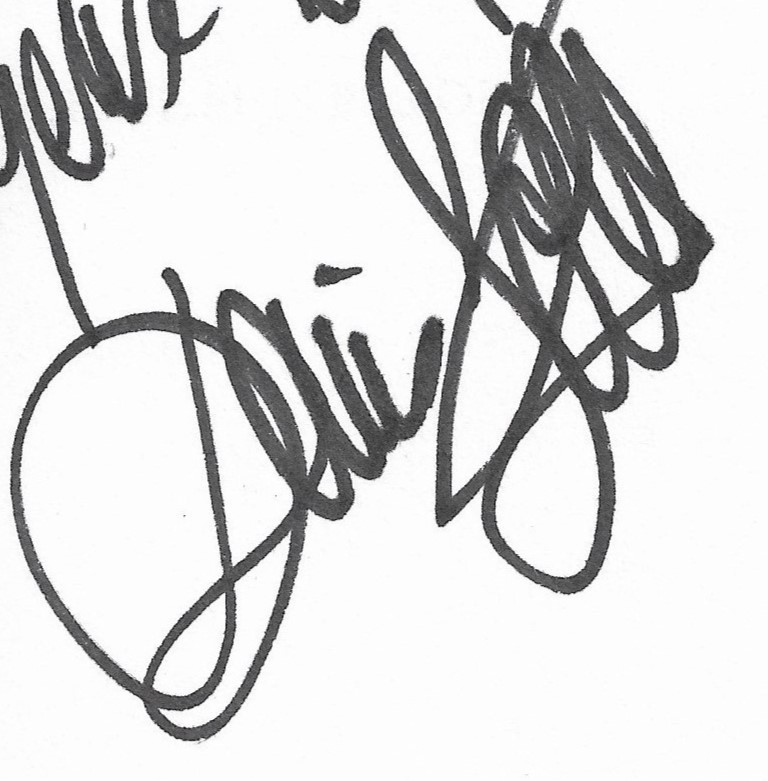
Signature de Denis Lavant.

Denis Lavant est un acteur français né le 17 juin 1961 à Neuilly-sur-Seine.
Circassien, il connaît son ascension en tournant dans des films de Leos Carax, Claude Lelouch, Claire Denis ou encore Jean-Pierre Jeunet, après avoir débuté au théâtre.

## Biographie

### Jeunesse
Né le 17 juin 1961 à Neuilly-sur-Seine d'une mère psychologue et d'un père pédiatre, il est élève au lycée Lakanal de Sceaux, il monte un groupe de théâtre avec des amis, effectue ensuite un stage de commedia dell'arte, puis s'inscrit en formation au studio 34. Il passe ensuite par la Rue blanche avant d'être admis au Conservatoire de Paris, où il ne reste que peu de temps.
À 13 ans, il prend des cours de cirque et d'« expression corporelle », fasciné par Marcel Marceau.

### Carrière
Il commence sa carrière au théâtre, avec Hamlet et Le Marchand de Venise de Shakespeare, avant d'être révélé au cinéma par le cinéaste Léos Carax, qui lui confie le rôle masculin emblématique d'Alex dans Boy Meets Girl, puis dans Mauvais Sang aux côtés de Juliette Binoche.
Durant le tournage du troisième long-métrage de Carax, Les Amants du Pont-Neuf, où il incarne encore Alex, Denis Lavant se blesse au pouce, ce qui contribue à l'arrêt momentané du tournage et au dépassement de budget du film. Sa carrière, par la suite, se continue essentiellement sur scène.
Le spectacle À cœur pur a été créé à la Comédie de Reims en décembre 2005, sous la houlette de Krisztina Rády, qui a sélectionné et adapté l'ensemble des textes qui composent le spectacle.
En 2006, accompagné par le guitariste de Noir Désir Serge Teyssot-Gay, Denis Lavant, récite des textes d'Attila József au Festival des Vieilles Charrues, à l'Aéronef de Lille et au Théâtre national de Bordeaux, ainsi qu'au festival Mythos à Rennes en 2007. En 2008, il lit de larges extraits du Paradis de Dante dans la traduction Vegliante à l'Institut Culturel Italien de Paris.
On le retrouve cependant dans un certain nombre de rôles cinématographiques : il tient notamment des rôles principaux dans La Partie d'échecs (1991), Visiblement je vous aime (1995), Beau Travail de Claire Denis (1999) et Capitaine Achab (2007). Il tient également un rôle secondaire dans Un long dimanche de fiançailles, de Jean-Pierre Jeunet.
Il retrouve Leos Carax, en 2008 pour une partie du film Tokyo!, et, en 2012, pour Holy Motors. Ce film lui vaut une nomination au César 2013 du Meilleur Acteur.
En 2012, Denis Lavant obtient le grand prix de l'humour noir du spectacle pour son adaptation théâtrale de La Grande Vie de Jean-Pierre Martinet.
Il est le parrain de la quinzième édition du Printemps des Poètes, en mars 2013).
À partir de septembre 2013, il accompagne la chanteuse Sapho, le rappeur Disiz et le musicien Mehdi Haddab dans la pièce Les Amours Vulnérables de Desdémone et Othello, de Manuel Piolat Soleymat et Razerka Ben Sadia-Lavant, mis en scène par Razerka Ben Sadia-Lavant, au Théâtre Nanterre-Amandiers. En octobre 2013, il part en tournée avec la Compagnie du Hanneton, dans le spectacle Tabac Rouge, un « chorédrame » de James Thierrée.
En 2014, Denis Lavant est en tournée avec le rôle de Pyrrhus (Néoptolème, fils d'Achille) dans la pièce Andromaque.10-43.
Outre sa carrière cinématographique principalement ancrée dans des productions indépendantes, il poursuit sa carrière scénique.

### Vie privée
Il est l'époux de Razerka Ben Sadia-Lavant, écrivaine et metteuse en scène, avec laquelle il a trois filles, Cham, Nèle et Kira. Cham Lavant est artiste et réalisatrice, Nèle Lavant, est également comédienne.

## Filmographie

### Cinéma
- 1982 : Les Misérables de Robert Hossein : Montparnasse
- 1983 : Coup de foudre de Diane Kurys : un militaire
- 1983 : L'Homme blessé de Patrice Chéreau
- 1984 : Viva la vie ! de Claude Lelouch : un livreur
- 1984 : Boy Meets Girl de Léos Carax : Alex
- 1985 : Partir, revenir de Claude Lelouch : un patient
- 1986 : Mauvais Sang de Léos Carax : Alex
- 1989 : Un tour de manège de Pierre Pradinas : Berville
- 1989 : Mona et moi de Patrick Grandperret : Pierre
- 1991 : Les Amants du Pont-Neuf de Léos Carax : Alex
- 1994 : La Partie d'échecs d'Yves Hanchar : Max
- 1995 : Visiblement je vous aime de Jean-Michel Carré : Denis
- 1996 : Wild Animals de Kim Ki-duk : Emil
- 1998 : Don Juan de Jacques Weber : Pierrot
- 1998 : Le Monde à l'envers de Rolando Colla : Yann
- 1998 : Cantique de la racaille de Vincent Ravalec : l'auto-stoppeur
- 1999 : Beau Travail de Claire Denis : Galoup
- 1999 : Tuvalu de Veit Helmer : Anton
- 2000 : Promenons-nous dans les bois de Lionel Delplanque : Stéphane
- 2000 : La Squale de Fabrice Genestal : le joker
- 2001 : Şoför / chauffeur (court métrage) de Güldem Durmaz : le chauffeur
- 2001 : Married/Unmarried de Noli : Love
- 2004 : Luminal (en) d'Andrea Vecchiato : Ryu
- 2004 : Un long dimanche de fiançailles de Jean-Pierre Jeunet : Six-Sous
- 2005 : Camping sauvage de Christophe Ali et Nicolas Bonilauri : Blaise
- 2006 : Mister Lonely de Harmony Korine : Charlie Chaplin
- 2007 : Capitaine Achab de Philippe Ramos : Achab
- 2008 : Les Williams d'Alban Mench (court métrage)
- 2008 : Tokyo!, sketch Merde de Léos Carax : Mr Merde
- 2009 : Donc de Virgile Loyer et Damien MacDonald (court métrage)
- 2009 : Nouvelle vague : génération Bagnolet de Chrystophe Pasquet (court métrage) : Mr Loyal
- 2010 : Enterrez nos chiens de Frédéric Serve : Lucas (voix)
- 2011 : HH, Hitler à Hollywood de Frédéric Sojcher : Lui-même
- 2011 : My Little Princess d'Eva Ionesco : Ernst
- 2012 : L'Œil de l'astronome de Stan Neumann : Kepler
- 2012 : Holy Motors de Léos Carax : Monsieur Oscar
- 2013 : Michael Kohlhaas d'Arnaud des Pallières : le théologien
- 2013 : L'Étoile du jour de Sophie Blondy : Elliot
- 2013 : Je sens plus la vitesse de Joanne Delachair (court métrage)
- 2013 : Jiminy d'Arthur Môlard (court métrage) : Otto Hoffmann
- 2014 : Fracas de Kévin Noguès (court métrage)
- 2014 : Le Voyage en Occident (Xi You) de Tsai Ming-liang : le dragon
- 2014 : Liberté-Égalité-cheveux lissés (court métrage) d'Elefterios Zacharopoulos
- 2014 : Le Mystère des jonquilles de Jean-Pierre Mocky : Sam
- 2014 : Poddoubny (ru), (en russe : «Поддубный»), réalisé par Gleb Ilitch Orlov (ru) : l'entraîneur d'Ivan Poddoubny.
- 2015 : Pitchipoï de Charles Najman : Pierre
- 2015 : Vingt et une nuits avec Pattie d’Arnaud et Jean-Marie Larrieu : André
- 2015 : Moi et Kaminski de Wolfgang Becker : Karl-Ludwig
- 2015 : Eva ne dort pas de Pablo Agüero : Koenig
- 2015 : Graziella de Mehdi Charef : Antoine
- 2016 : History's Future (en) de Fiona Tan : le vendeur de billets de loterie
- 2016 : Boris sans Béatrice de Denis Côté : l'inconnu
- 2016 : Louis-Ferdinand Céline d'Emmanuel Bourdieu : Louis-Ferdinand Céline
- 2016 : Kazarken (en creusant) de Güldem Durmaz : Centaure Chiron
- 2016 : I am Katya Golubeva, documentaire de Natalija Ju : lui-même (images d'archives)
- 2018 : Les Scènes fortuites de Guillaume Lambert : Allen
- 2018 : Cornélius, le meunier hurlant de Yann Le Quellec : Dr de Chomo
- 2018 : Trois Jours à Quiberon d'Emily Atef : le poète des rues
- 2018 : La nuit a dévoré le monde de Dominique Rocher : Alfred
- 2018 : Un peuple et son roi de Pierre Schoeller : Jean-Paul Marat
- 2018 : Girls with Balls de Olivier Afonso : le barman
- 2018 : L'Échappée de Mathias Pardo : Jacques
- 2018 : The Mountain : Une odyssée américaine (The Mountain) de Rick Alverson : Jack
- 2018 : Les Grands Squelettes de Philippe Ramos
- 2018 : L'Empereur de Paris de Jean-François Richet : Maillard
- 2018 : The Bra de Veit Helmer : l'apprenti
- 2019 : Vous êtes jeunes, vous êtes beaux de Franchin Don : Monsieur Loyal
- 2019 : Who the Fuck Are You de Marina Radmilac et Strike Lucicki : le psy et le diable
- 2019 : D'après Arnal, itinéraire d'un crayon rouge (documentaire) de Christophe Vindis : José Cabrero Arnal
- 2020 : La Nuit des rois de Philippe Lacôte : Toc toc
- 2020 : Silverland : La Cité de glace (Серебряные коньки) de Mikhaïl Lokchine : Fourier, l'illusionniste
- 2020 : Gagarine de Fanny Liatard et Jerémy Trouilh : Gérard
- 2021 : Tralala d'Arnaud et Jean-Marie Larrieu : Climby
- 2022 : Sentinelle sud de Mathieu Gerault : Commandant De Royer
- 2022 : Human Flowers of Flesh de Helena Wittmann
- 2022 : Depuis que le soleil a brûlé de Michaël d'Auzon
- 2023 : Le corps du délit de Léolo Victor-Pujebet
- 2023 : Roqya de Saïd Belktibia : Jules
- 2024 : C'est pas moi de Leos Carax : Mr Merde (court-métrage)
- 2024 : Hyacinthe de Bernard Mazauric : Reda
- 2025 : Brûle le sang de Akaki Popkhadze : Jacques
- 2025: L'Étranger de François Ozon :

### Télévision
- 1982 : L'Ombre sur la plage de Luc Béraud : Mathieu
- 1985 : Hôtel du siècle de Jean Kerchbron — la statue
- 1986 : Oscar et Valentin de François Dupont-Midy avec Marthe Villalonga — Jean-Pierre
- 1988 : Les Enquêtes du commissaire Maigret, épisode L'Homme de la rue de Jean Kerchbron — P'tit Louis
- 2009 : Les Petits Meurtres d'Agatha Christie, épisode Les Meurtres ABC d'Éric Woreth — André Custe
- 2010 : Obsession(s) de Frédéric Tellier — Marc Douelec
- 2011 : Je, François Villon, voleur, assassin, poète... de Serge Meynard — Bezon
- 2012 : Le Petit Poucet de Marina de Van — l'Ogre
- 2014 : Dassault, l'homme au pardessus d'Olivier Guignard — Marcel Dassault
- 2016 : Jour polaire de Måns Mårlind et Björn Stein - Pierre Carnot
- 2020 : Le Voyageur, épisode Le village assassiné - Alberto

### Clips

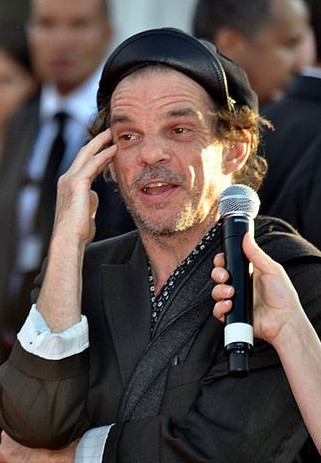
En 2010, Denis Lavant au festival du cinéma américain de Deauville.

- En 1998, Denis Lavant joue dans Rabbit in your Headlight de DJ Shadow, UNKLE et Thom Yorke. Il joue aussi dans Last orders, un clip de publicité britannique pour la bière Stella Artois, de l'agence Lowe Howard-spink
- En 2011, il incarne Pan dans Thirty People Away de Tamas Wells.
- En 2015, il apparaît dans Infiniment petit de Claire Diterzi.
- En 2018, il tient le rôle principal dans Dragon de MyConcubine (réalisé par Mallory Grolleau).
- En 2019, il apparaît dans Black Sun d'Irma[10].
- En 2021, il apparaît dans Écran Total de Feu! Chatterton.
- En 2021, il tient le rôle principal dans La Fin du roman de Hubert-Félix Thiéfaine[11].

## Musique
- 2001 : lecture de Lettres à Toussenot à la fin de l'album hommage à Georges Brassens Les oiseaux de passage
- 2006 : lecture de textes de Jean Genet sur l'album Salute To 100001 Stars - A Tribute to Jean Genet avec les musiciens Matthew Shipp, Sabir Mateen, William Parker et Gerald Cleaver sur le label RogueArt
- 2008 : citation du poème Le Bateau ivre sur l'album Hommage à Arthur Rimbaud réalisé par le compositeur / joueur de didgeridoo Raphaël Didjaman sur le label Musical Tribal zik Records
- 2009 : voix sur l'album Ascension - Tombeau de John Coltrane sur le label RogueArt
- 2011 : récitant sur le conte musical L'Histoire du soldat d'Igor Stravinsky, sur un texte de Charles-Ferdinand Ramuz (livre-disque édité par Didier Jeunesse)[12].
- 2015 : voix sur l'album Vendredi ou les Limbes du Pacifique, avec Romain Humeau, pour France Culture.
- 2015 : création de la Machine Rouge, « transe littéraire, détournements de techniques poétiques et musicales de l’extase, de transe et d’envol », avec François R. Cambuzat.
- 2024 : Dans l’EP Fidel le rappeur Gen lui rend hommage
- 2025 : Trio Les déments avec le saxophoniste Lionel Martin et le multi-instrumentiste Jean-Jacques Birgé, sur des textes de Marcel Moreau, André Martel, Xavier Grall, André Schlesser (double CD GRRR+Ouch!)

## Théâtre
- 1983 : Hamlet de William Shakespeare, mise en scène Antoine Vitez, Théâtre national de Chaillot
- 1983 : Le Marchand de Venise de William Shakespeare, mise en scène Saskia Cohen-Tanugi, Théâtre Gérard Philipe
- 1984 : Frédéric prince de Hombourg de Heinrich von Kleist, mise en scène Manfred Karge, Matthias Langhoff, TNP Villeurbanne, Festival d'Avignon
- 1987 : La Mouette de Tchékov, mise en scène Pierre Pradinas
- 1987 : 2050, le radeau de la mort d'Harald Müller, mise en scène Hans-Peter Cloos, MC93 Bobigny
- 1987 : Si de là-bas si loin textes de Samuel Beckett, Federico García Lorca et Friedrich Hölderlin et Eugene O'Neill, mise en scène Matthias Langhoff, MC93 Bobigny
- 1991 : Baal de Bertolt Brecht, mise en scène Anne Vouilloz, Théâtre de Vidy
- 1991 : Les Guerres picrocholines d'après François Rabelais, mise en scène Pierre Pradinas, Printemps des comédiens Montpellier, Maison des arts et de la culture de Créteil
- 1992 : Stultifera navis d'après Thomas Bernhard, chorégraphie Francesca Lattuada, Festival d'Avignon
- 1993 : Cache-cache avec la mort de Mikhail Volokhov, mise en scène Bernard Sobel, Théâtre de Gennevilliers
- 1994 : La Vie criminelle de Richard III de William Shakespeare, mise en scène Pierre Pradinas
- 1995 : La Faim d'après Knut Hamsun, mise en scène Jacques Osinski, Festival du Jeune Théâtre d'Alès
- 1995 : Roméo et Juliette de William Shakespeare, mise en scène Hans-Peter Cloos, Théâtre du Gymnase, Théâtre du Rond-Point
- 1995 : La vie là, de et par Belisa Jaoul, au Centre Culturel La Clef, Paris 5e
- 1995 : Néron de Gabor Rassov, mise en scène Pierre Pradinas, Théâtre de la Bastille
- 1996 : La Faim d'après Knut Hamsun, mise en scène Jacques Osinski, Théâtre de la Cité internationale, Théâtre de Nice
- 1996 : La Cour des comédiens d'Antoine Vitez, mise en scène Georges Lavaudant, Festival d'Avignon
- 1996 : Le Concile d’amour d'Oskar Panizza, mise en scène Benoît Lavigne, Festival d'Avignon, tournée
- 1997 : Néron de Gabor Rassov, mise en scène Pierre Pradinas, Le Trianon
- 1998 : Giacomo le tyrannique de Giuseppe Manfridi, mise en scène Antonio Arena, Théâtre du Rond-Point
- 1999 : Croisade sans croix d'après Arthur Koestler, mise en scène Jean-Paul Wenzel, Théâtre national de la Colline
- 1999 : L'Idiot, dernière nuit de Zeno Bianu, mise en scène Balázs Gera, Odéon-Théâtre de l'Europe
- 2000 : La nuit juste avant les forêts de Bernard-Marie Koltès, mise en scène Kristian Frédric, Théâtre des Abbesses
- 2000 : La prochaine fois que je viendrai au monde, mise en scène Jacques Nichet, TNT-Théâtre national de Toulouse Midi-Pyrénées, Festival d’Avignon
- 2001 : Ubu roi d'Alfred Jarry, mise en scène Bernard Sobel, Festival d’Avignon, Théâtre de Gennevilliers, Théâtre national de Strasbourg
- 2002 : Les Saisons d'après Maurice Pons, mise en scène Wladyslaw Znorko, Théâtre des Célestins
- 2003 : Figure de Pierre Charras, mise en scène Lukas Hemleb, Théâtre Gérard Philipe
- 2004 : Un homme est un homme de Bertolt Brecht, mise en scène Bernard Sobel, Festival d'Avignon, Théâtre de Gennevilliers
- 2004 : Dans la solitude des champs de coton de Bernard-Marie Koltès, mise en scène Frank Hoffmann (de), Théâtre de la Commune
- 2005 : Figure de Pierre Charras, mise en scène Lukas Hemleb, Théâtre Gérard Philipe
- 2005 : William Burroughs surpris en possession du chant du vieux marin de Samuel Taylor Coleridge de Johny Brown, mise en scène Dan Jemmett, Théâtre des Abbesses
- 2005 : Le Projet H.L.A. de Nicolas Fretel, mise en scène Razerka Ben Sadia-Lavant, Théâtre Vidy-Lausanne
- 2006 : Je porte malheur aux femmes mais je ne porte pas bonheur aux chiens de Joë Bousquet, mise en scène Bruno Geslin, Théâtre national de Bretagne
- 2006 : Timon d'Athènes d'après William Shakespeare, mise en scène Habib Naghmouchin, Théâtre La Boutonnière
- 2008 : Le Classique et l'Indien de Joël Calmettes et Gérard Garouste, mise en scène Joël Calmettes, Théâtre du Rond-Point
- 2008 Constellation des voix de Zéno Bianu, Mise en scène Claude Guerre, Musique : Gérard Siracusa (Maison de la Poésie Paris)
- 2008 : Big Shoot de Koffi Kwahule, mise en scène Michèle Guigon, Lavoir Moderne Parisien, Théâtre Vidy-Lausanne, Théâtre du Chêne Noir
- 2009 : La Grande Vie de Jean-Pierre Martinet, mise en scène Pierre Pradinas, Le Trianon. Grand prix de l'humour noir du spectacle.
- 2009 : Timon d'Athènes, Shakespeare and slam d'après William Shakespeare, mise en scène Razerka Ben Sadia- Lavant, Kulturfabrik, Théâtre de Nîmes, Maison de la Poésie
- 2010 : Le roi s'amuse de Victor Hugo, mise en scène François Rancillac, Fêtes Nocturnes Château de Grignan, Théâtre de l'Aquarium
- 2011 : Faire danser les alligators sur la flûte de Pan de Émile Brami à partir de la correspondance de Louis Ferdinand Céline, mise en scène Ivan Morane, Le Trident de Cherbourg, L'Allan de Montbéliard, Bpi du Centre Pompidou de Paris, Théâtre Sorano de Toulouse
- 2011 : Le Chien, la nuit et le couteau de Marius von Mayenburg, mise en scène Jacques Osinski, MC2, Théâtre du Rond-Point
- 2012 - 2013 : Les Amours vulnérables de Desdémone et Othello de Manuel Piolat Soleymat & Razerka Ben Sadia-Lavant, d'après Shakespeare, mise en scène Razerka Ben Sadia-Lavant, tournée, Théâtre Liberté, Théâtre Nanterre-Amandiers
- 2012 - 2013 : Müller Machines d'après Heiner Müller, mise en scène Wilfried Wendling, Maison de la poésie, tournée
- 2013 : Faire danser les alligators sur la flûte de Pan, de Émile Brami, mise en scène par Ivan Morane, Invité du Festival Premiers Plans D'Angers.
- 2013 : Tabac rouge de et mise en scène James Thierrée, tournée
- 2014 : Andromaque 10-43 , pièce utilisant le texte de l'Andromaque de Jean Racine, mise en scène de Kristian Frédric, en tournée (D. Lavant interprète Pyrrhus, roi de l'Epire)
- 2014 : Faire danser les alligators sur la flûte de Pan, de Émile Brami, mise en scène par Ivan Morane, Festival d'Avignon
- 2016 : Les Fourberies de Scapin de Molière, mise en scène Marc Paquien, Théâtre des Célestins
- 2016 : Elisabeth II de Thomas Bernhard, mise en scène Aurore Fattier, tournée Belgique, Théâtre des Célestins
- 2016 : Duc de Gothland de Christian Grabbe, mise en scène de Bernard Sobel, au théâtre de l'Épée de Bois (Cartoucherie de Vincennes), dans le rôle de Berdoa.
- 2017 : Cap au pire de Samuel Beckett, mise en scène Jacques Osinski, Festival Off d'Avignon, Théâtre de l’Athénée-Louis-Jouvet
- 2018 : Monarques, adapté du roman de Philippe Rahmy, mise en scène Sophie Kandaouroff, Théâtre 2.21
- 2018 : Véro 1re, Reine d'Angleterre de Gabor Rassov, mise en scène Philippe Nicolle, tournée
- 2019 : Le Sourire au pied de l'échelle d'Henry Miller, mise en scène Bénédicte Nécaille, théâtre de l'Oeuvre
- 2019 : La Dernière Bande de Samuel Beckett, mise en scène Jacques Osinski, théâtre des Halles festival off d'Avignon puis Théâtre de l'Athénée-Louis-Jouvet
- 2020 : Le Rêve d'un homme ridicule de Fiodor Dostoïevski, mise en scène Simon Pitaqaj, Théâtre de Corbeil-Essonnes
- 2021 : Mister Tambourine Man d'Eugène Durif, mise en scène Karelle Prugnaud, Festival d'Avignon[13]
- 2021-2022 : Je ne suis pas de moi, d'après Les Carnets en marge de Roland Dubillard, mise en scène Maria Machado et Charlotte Escamez, tournée
- 2022 : L'Image de Samuel Beckett, mise en scène Jacques Osinski, théâtre du Lucernaire
- 2022 : La Dernière Bande de Samuel Beckett, mise en scène Jacques Osinski, théâtre 14
- 2022-2024 : Fin de partie de Samuel Beckett, mise en scène Jacques Osinski, Théâtre des Halles (Festival off d'Avignon) et Théâtre de l'Atelier
- 2023 : Je ne suis pas de moi, d'après Les Carnets en marge de Roland Dubillard, mise en scène Maria Machado et Charlotte Escamez, Festival off d'Avignon, Théâtre du Chêne noir, puis théâtre du Lucernaire
- 2023 : Les Crabes de Roland Dubillard, mise en scène Frank Hoffmann, Festival off d'Avignon, Théâtre du Chêne noir puis La Scala de Paris
- 2025 : En attendant Godot de Samuel Beckett, mise en scène Jacques Osinski, théâtre des Halles (festival off d'Avignon) puis théâtre de l'Atelier

## Radio
- 2024 : La Chute de Lapinville, de Benjamin Abitan, Wladimir Anselme et Laura Fredducci (Arte Radio)[14] : Dr Mollins

## Publications

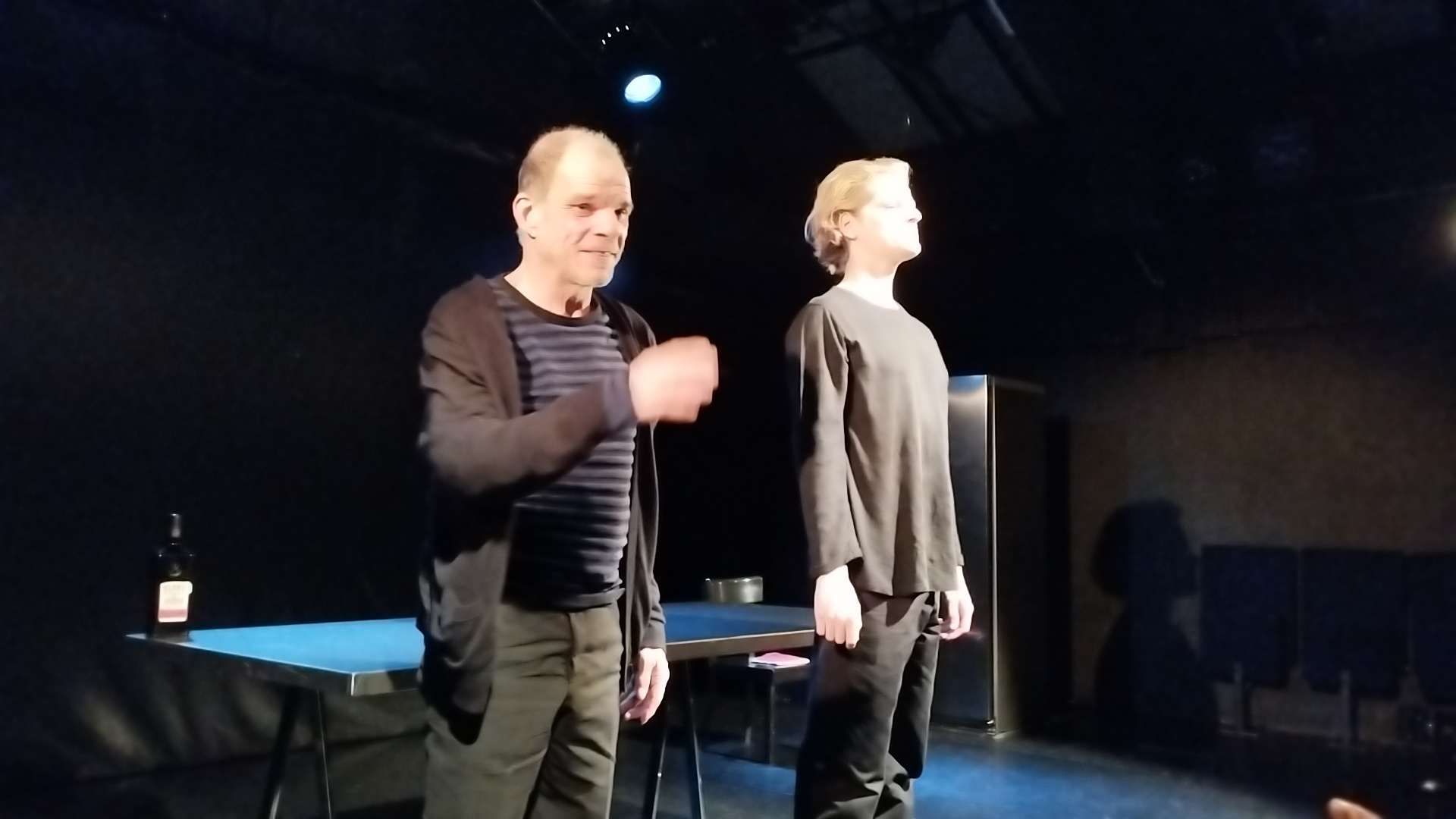
Denis Lavant et Samuel Mercer saluant le public à la fin d'une représentation de Je ne suis pas de moi, au théâtre Lucernaire, en décembre 2022.

- Dieu n'a ni père ni mère il est par oui dire, Arcueil, Poèmes en Gros & 1/2 Gros éditions, 1997, 84 p. (ISBN 2-907-860-17-3 (édité erroné))[15]
- Passant par la Russie : ethno-poétique d'un voyage, Paris, Séguier-Archimbaud (Nouvelles éd.), 2010, 120 p. (ISBN 978-2-84049-582-6)
- Echappées belles, Bruxelles, Les Impressions Nouvelles, 2020.

## Distinctions

### Décoration
- Chevalier de l'ordre des Arts et des Lettres

### Récompenses
- Prix du syndicat de la critique 1985 : Prix de la révélation théâtrale de l'année pour Adiendi
- Toronto Film Critics Association Awards 2012 : meilleur acteur pour Holy Motors
- Molières 2015 : Molière seul(e) en scène pour Faire danser les alligators sur la flûte de Pan
- Molières 2025 : Molière du comédien dans un spectacle de théâtre public pour Fin de partie

### Nominations
- César 2013 : César du meilleur acteur pour Holy Motors
- Molières 2016 : Molière du comédien dans un spectacle de théâtre public pour Les Fourberies de Scapin